# Qingdao
Qingdao, tidigare stavat Tsingtao, är en hamnstad på subprovinsiell nivå i Shandong, Kina. Den ligger omkring 290 kilometer öster  om provinshuvudstaden Jinan.
När den tyska kolonin Kiautschou grundades 1897 tog tyskarna med sig diverse sedvänjor och bruk som fortfarande präglar trakten. Qingdao är kanske mest känd för sitt öl och bryggeri, Tsingtao Beer som grundades 1903 av tyska bosättare. Qingdao har sedan den tyska tiden ett stort antal byggnader i tysk stil med korsvirkeshus och tjocka halmtak. Berömd är också hamnpiren och nöjesparken som bara öppnas en gång om året på hösten under ölfestivalen.
Under första världskriget tog japanerna över bryggeriet. Till sist blev bryggeriet kinesiskt, och stod för ett antal år sedan för i princip hela (98 procent) Kinas ölexport.
Staden har av kinesiska tidningar flera gånger blivit utnämnd till en av de bästa kinesiska städerna att leva i.

## Namn
Under Qingdynastin hette staden officiellt Jiāo'ào (胶澳). Namnet Qingdao togs upp på nytt av de tyska kolonisatörerna, som transkriberade det Tsingtau. Stavningen Tsingtao som ofta förekommer är från ett äldre transkriberingssystem. Med pinyin skrivs namnet Qingdao.

## Historia

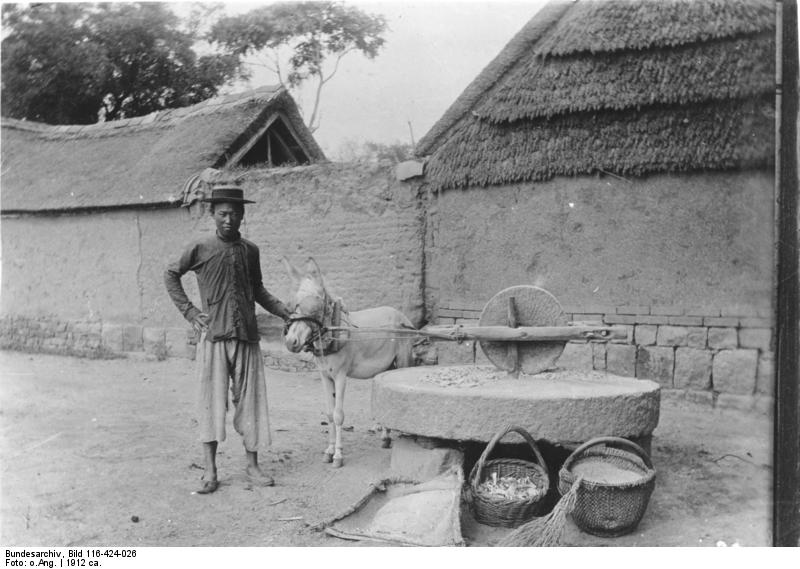
Pojke vid kvarn, 1912.

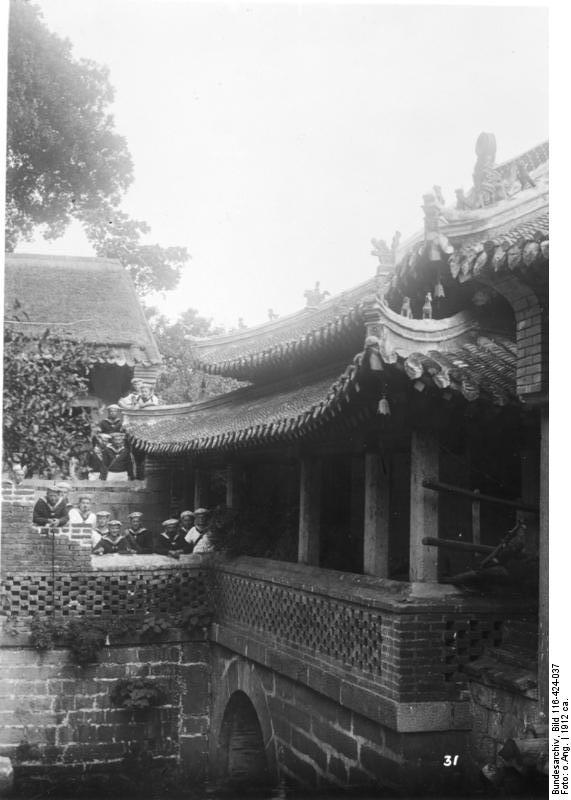
Tyska matroser i Qingdao 1912.

Dongyifolk grundade de första kända bosättningarna på platsen för Qingdao för omkring 6 000 år sedan. Under Östra Zhoudynastin (770 f.Kr.–256 f.Kr.) grundades här staden Jimo, som snart blev en stad av betydande storlek.
1897 tvingades Qingdynastin lämna över Qingdao till Tyskland, som förlade en örlogsbas här. 1914 attackerades den tyska hamnen av britterna, och strax därefter ockuperade Japan (allierat med Storbritannien) staden.
1922 kom staden under Republiken Kinas kontroll. Den ockuperades dock åter av Japan under andra världskriget.

## Klimat
Uppmätta normala temperaturer och -nederbörd i Qingdao:
|                                            | Jan  | Feb  | Mar | Apr  | Maj  | Jun  | Jul  | Aug  | Sep  | Okt  | Nov  | Dec  |
| ------------------------------------------ | ---- | ---- | --- | ---- | ---- | ---- | ---- | ---- | ---- | ---- | ---- | ---- |
| Normaldygnets maximitemperaturs medelvärde | 2,8  | 4,6  | 9,0 | 15,0 | 20,3 | 23,7 | 27,1 | 28,4 | 25,3 | 19,8 | 12,3 | 5,7  |
| Normaldygnets minimitemperaturs medelvärde | −3,3 | −1,9 | 2,3 | 7,9  | 13,2 | 17,8 | 22,2 | 23,0 | 18,9 | 13,1 | 5,9  | −0,5 |
|                                            |      |      |     |      |      |      |      |      |      |      |      |      |
| Nederbörd                                  | 11   | 12   | 21  | 35   | 55   | 84   | 142  | 151  | 63   | 48   | 28   | 12   |

| Diagram | temperaturer i °C • månadsnederbörd i mm | temperaturer i °C • månadsnederbörd i mm | temperaturer i °C • månadsnederbörd i mm | temperaturer i °C • månadsnederbörd i mm | temperaturer i °C • månadsnederbörd i mm | temperaturer i °C • månadsnederbörd i mm | temperaturer i °C • månadsnederbörd i mm | temperaturer i °C • månadsnederbörd i mm | temperaturer i °C • månadsnederbörd i mm | temperaturer i °C • månadsnederbörd i mm | temperaturer i °C • månadsnederbörd i mm | temperaturer i °C • månadsnederbörd i mm |
|         | 11 3 -3                                  | 12 5 -2                                  | 21 9 2                                   | 35 15 8                                  | 55 20 13                                 | 84 24 18                                 | 142 27 22                                | 151 28 23                                | 63 25 19                                 | 48 20 13                                 | 28 12 6                                  | 12 6 -1                                  |

## Militär betydelse
I Qingdao är fortfarande en viktig flottbas och där är den Folkets befrielsearmés nordsjöflotta förlagd, som patrullerar Gula havet.
I augusti 2005 hölls den första gemensamma militärövningen mellan Kina och Ryssland någonsin, benämnd Peace Mission 2005. Centralort för denna övning med cirka 10 000 soldater var just i Qingdao, och utspelade sig där samt i övriga Shandong-provinsen.

## Administrativ indelning
Qingdao delas in i 10 administrativa enheter på häradsnivå, sex distrikt (qū) och fyra städer (shì):
| Namn      | Kinesiska | Pinyin       | Yta (km²) | Befolkning |  |
| Shinan    | 市南区    | Shìnán qū    | 30        | 550 000    |  |
| Shibei    | 市北区    | Shìběi qū    | 63        | 1 030 000  |  |
| Licang    | 李沧区    | Lǐcāng qū    | 99        | 520 000    |  |
| Laoshan   | 崂山区    | Láoshān qū   | 396       | 390 000    |  |
| Huangdao  | 黄岛区    | Huángdǎo qū  | 2096      | 260 000    |  |
| Chengyang | 城阳区    | Chéngyáng qū | 532       | 1 400 000  |  |
| Jiaozhou  | 胶州市    | Jiāozhōu shì | 1324      | 850 000    |  |
| Jimo      | 即墨市    | Jímò shì     | 1780      | 1 200 000  |  |
| Pingdu    | 平度市    | Píngdù shì   | 3176      | 1 360 000  |  |
| Laixi     | 莱西市    | Láixī shì    | 1568      | 750 000    |  |

## Sport
År 2008 avgjordes de Olympiska spelen i Kina, och då hade Qingdao en viktig roll att spela som centralort för OS-seglingarna. Seglarna fick förbereda sig på svag vind, något staden är känd för.